# Cantó de Volmunster
El cantó de Volmunster és un cantó francès del departament del Mosel·la, situat al districte de Sarreguemines. Té 16 municipis i el cap és Volmunster.

## Municipis
- Bousseviller (Busswiller)
- Breidenbach (Breidebach)
- Epping
- Erching
- Hottviller
- Lengelsheim
- Loutzviller
- Nousseviller-lès-Bitche
- Obergailbach
- Ormersviller
- Rimling
- Rolbing (Rolwinge)
- Schweyen
- Volmunster
- Waldhouse
- Walschbronn

## Història
| Data d'elecció                           | Identitat            | Partit           | Qualitat |
| ---------------------------------------- | -------------------- | ---------------- | -------- |
| 1945-1976                                | Abbé Weber           | MPR, després CDP |          |
| 1976-1994                                | Théophile Hoellinger | UDR, després RPR |          |
| 1994-2008                                | Jean-Louis Chudz     | UDF              |          |
| 2008-                                    | David Suck           | NC               |          |
| les dades anteriors no són pas conegudes |                      |                  |          |
|                                          |                      |                  |          |

## Demografia
| A partir de 1990 : Població sense dobles comptes |